# 콜레살베티
콜레살베티(이탈리아어: Collesalvetti)는 이탈리아 토스카나주 리보르노도에 있는 코무네다. 피렌체에서 남서쪽 70km, 리보르노에서 북동쪽 20km 거리에 있다.